# François Gabart
François Gabart, född 23 mars 1983 i Saint-Michel-d'Entraygues i Frankrike, är en fransk ingenjör och tävlingsseglare.
François Gabart har sedan december 2017 rekordet för ensamvärldsomseglingar på 42 dagar och 16 timmar. Han slog då landsmannen Thomas Covilles rekord från 2016 med sex dygn och tio timmar. François Gabart seglade i den 30meter långa maxi-trimaranen Macif.